# Hans Veit zu Toerring-Jettenbach

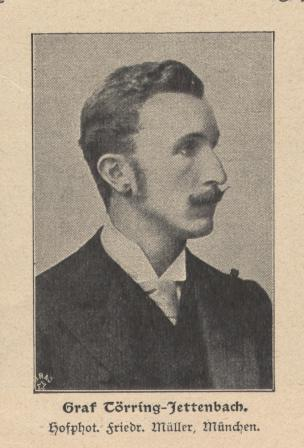
Graf Hans Veit zu Toerring-Jettenbach

Hans Veit Maximilian Kaspar Graf zu Toerring-Jettenbach (* 7. April 1862 in Augsburg; † 29. Oktober 1929 in München) war ein bayerischer Politiker.

## Leben
Hans Veit III. zu Toerring-Jettenbach war der Sohn von Graf Clemens Maria zu Toerring-Jettenbach und seiner Ehefrau Franziska, geb. Gräfin von Paumgarten (* 29. September 1834; † 7. Dezember 1894 in München). Er heiratete am 26. Juli 1898 in München Herzogin Sophie Adelheid in Bayern. Ihre Kinder waren Carl Theodor, Marie José Antonia Franziska Elisabeth Gabriele Gisela (* 16. Juni 1902 in Seefeld; † 18. Juni 1988 in Inning am Ammersee) und Hans Heribert Wilhelm Veit Adolf (* 25. Dezember 1903 in Winhöring; † 16. März 1977 in Murnau).
Hans Veit III. zu Toerring-Jettenbach lehnte eine von Prinzregent Luitpold von Bayern angebotene Erhebung in den Fürstenstand ab. 
Er war Wortführer der als liberal geltenden Opposition in der Kammer der Reichsräte und stand im Ruf, ein Demokrat zu sein. 
Er vertrat eine ausgereifte Sozialpolitik, wie ein Programm gegen die Wohnungsnot in München, Forderung nach Tarifverträgen in Land- und Forstwirtschaft. Als Arbeitgeber führte er eine vorbildliche Arbeitslosenversicherung für seine Bediensteten ein, wofür er mit dem Spitznamen Roter Graf bedacht wurde. 1914 kam er mit 25 Millionen Mark Vermögen und einem Jahreseinkommen von 1,2 Millionen Mark auf Platz neun der reichsten Personen in Württemberg.
Im Frühjahr 1918 nahm Toerring-Jettenbach durch den belgischen Gesandten in Bern Fernand Peltzer Fühlung mit der belgischen Regierung auf. Mit Schreiben vom 23. August 1918 wurde er durch Staatssekretär Paul von Hintze (AA) darüber aufgeklärt, dass Verhandlungen mit der belgischen Regierung substanzlos seien.
In der Weimarer Republik wurde die Weiterführung bestehender Adelstitel als Namensbestandteil gestattet. Von der Bayerischen Volkspartei wurde ihm im September 1921 nach dem Rücktritt Gustav von Kahrs das Amt des bayerischen Ministerpräsidenten angetragen, das er ausschlug. In Schloss Seefeld ließ er 1897 Gabriel von Seidl die Orangerie mit Arkaden überplanen. Nach 1916 ließ er das Tal des Aubach meliorieren. Zwischen Widdersberger Weiher und Pilsensee ließ er 16 Fischweiher anlegen, von denen heute noch sechs fischereiwirtschaftlich genutzt werden.

## Veröffentlichung
- Die steuerliche Belastung eines größeren land- und forstwirtschaftlichen Grundbesitzes in Bayern, 1926, 9 S., Denkschrift